# نصرالله مدبر
سرتیپ نصرالله مدبر رئیس شهربانی و فرماندار نظامی تهران بود.
مدبر پس از قتل محمود افشارطوس از سمت فرماندار نظامی تهران و حومه به سمت ریاست شهربانی منصوب شد.